# Lydney Park
Lydney Park ist eine Gartenanlage, die zum „Lydney Park Estate“ in der Grafschaft Gloucestershire in England gehört. Dort wurden bei Ausgrabungen Gebäude, Schmuckstücke und Münzen aus der Zeit der römischen Besiedlung gefunden. William Hiley Bathurst (1796–1877) beschrieb die Anlage in seinem 1879 posthum erschienenen Buch Roman antiquities at Lydney Park, Gloucestershire. Charlotte Bathurst stellte darin einen Katalog ausgewählter Münzen zusammen. Insgesamt wurden mehr als 700 große Münzen gefunden, die aus einem Zeitraum von Augustus 14 n. Chr. bis Arcadius 408 n. Chr. stammten.

## Römische Bauten
Die römischen Gebäudereste befanden sich auf einem Hügel, der im Volksmund als englisch Dwarf’s Hill ‚Zwergenhügel‘ bezeichnet wurde. Die Menschen dachten, diese seien einst von Feen errichtet worden, die ein kleinwüchsiges Volk gewesen sein sollen. Im Jahr 1723 erwarb Benjamin Bathurst (1692–1767) das Gut in Lydney. Die Ruinen waren zu dieser Zeit noch von Büschen überwachsen und erhoben sich rund drei Fuß über dem Gelände. In der sogenannten englisch Dwarfs’ Chapel ‚Zwergenkapelle‘ wurden viele große Münzen und andere antike Gegenstände gefunden. Zu Beginn des 19. Jahrhunderts wurden die römischen Bauten in Lydney Park erstmals gründlich durch Charles Bathurst (1754–1831) erforscht, der genaue Pläne und Zeichnungen der unterschiedlichen Räume und eine detaillierte Beschreibung der Villa und des Tempels anfertigte.
Um das Jahr 364 n. Chr. wurde auf dem Gelände ein rechteckiger Tempel mit Abmessungen von rund 80×60 Fuß errichtet. Stabilisiert wurde er durch Strebepfeiler, die zum Innenraum mit kleinen Nischen versehen waren, die vermutlich für Statuen gedacht waren. Der Eingang des Tempels liegt im Südosten, gegenüber befanden sich drei Abteilungen, die vermutlich drei Eigenschaften der dort verehrten Gottheit darstellen sollten. Insgesamt wurden über 8000 Münzen, eine Bronzetafel mit dem Bildnis einer Frau, über 300 Armbänder und Stifte gefunden. Die Fragmente der Mosaike zeigen Fischer oder einen Meeresgott. Ein Bronzeobjekt zeigte einen Gott auf einem Streitwagen, ein anderes die Skulptur eines Hundes.

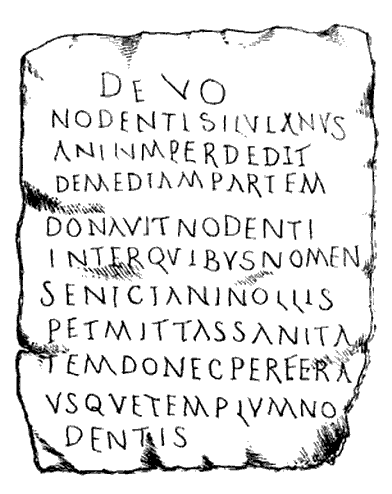
Zeichnung der Inschrift

Der Tempel soll einer lokalen Gottheit mit dem Namen Nodens gewidmet gewesen sein, so verkündete es ein Relief im Innern, das jedoch zerstört wurde. Eine dort gefundene Fluchtafel hatte folgendem Wortlaut:

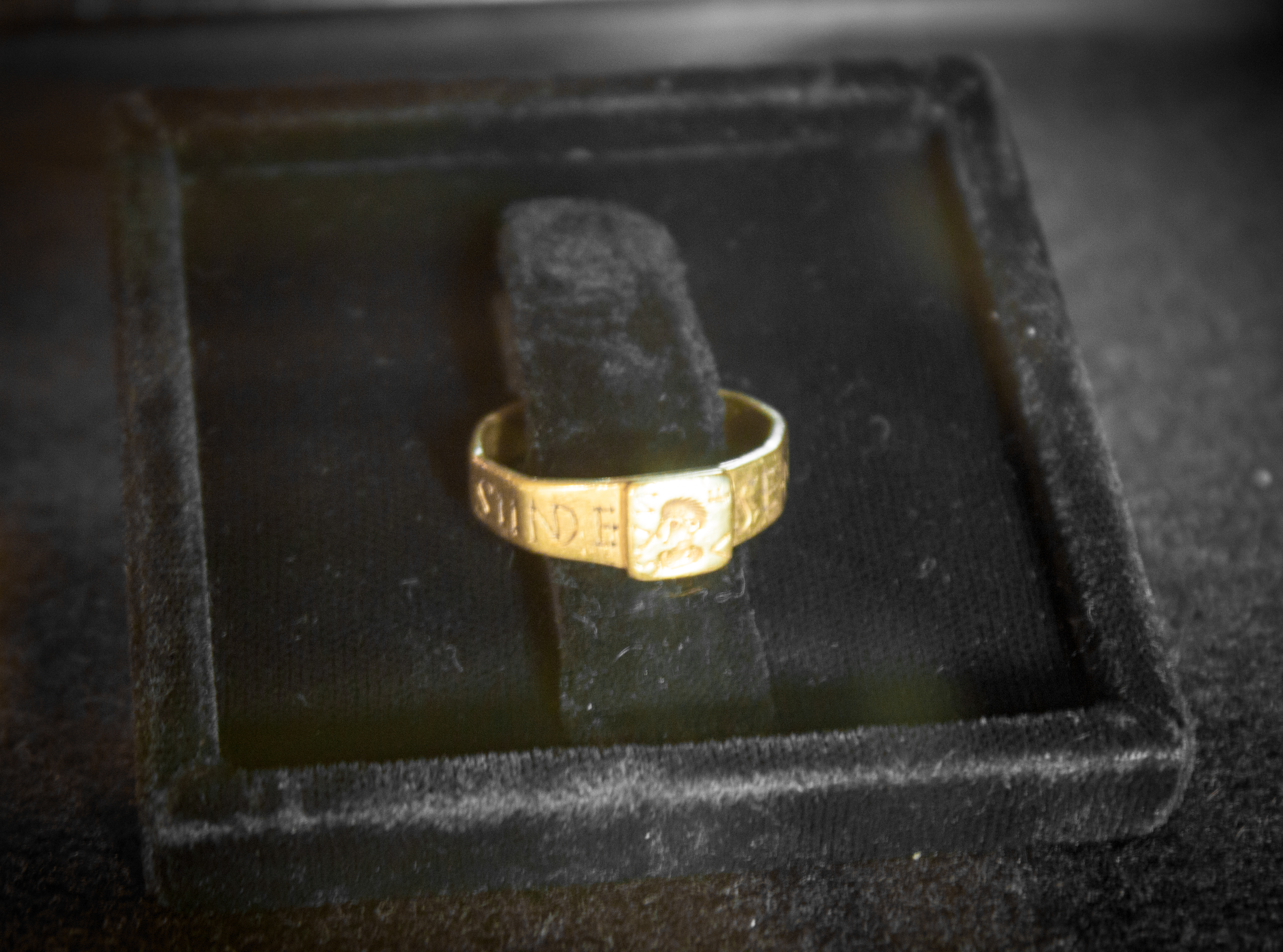
Ring des Silvanus

Der Philologe J. R. R. Tolkien wurde im Jahr 1929 von dem Archäologen Mortimer Wheeler, der in Lydney Ausgrabungen durchführte und eine Verbindung zwischen dem Ring des Silvanus (gefunden 1785 auf einem Feld in der Nähe von Silchester) und der Erwähnung auf der Tafel herstellte, beauftragt die Etymologie des Namens Nodens herzuleiten. Dieser verfasste daraufhin das Essay The Name Nodens. Zum möglichen Einfluss dieser Funde auf die Erzählungen Tolkiens, der die Ausgrabungsstätte besucht hatte, wurde spekuliert.
Der Tempel ist als „Camp Hill promontory fort and Romano-British temple complex, Lydney“ unter der Nummer 1017373 in der National Heritage List for England des English Heritage gelistet. Es schließt den Komplex mitsamt den Fundamenten eines römischen Badehauses ein.